# Frédéric Alfred d'Erlanger
Le baron Frédéric Alfred d'Erlanger (né le 29 mai 1868 à Paris et mort le 23 avril 1943 à Londres) est un compositeur, banquier et mécène franco-britannique. 

## Biographie
Frédéric d'Erlanger naît à Paris le 29 mai 1868, au 25, rue d'Auteuil. Il a trois frères. Son père, le baron Émile d'Erlanger, Allemand naturalisé britannique, dirige une banque française, sa mère, Mathilde (née Slidell), est américaine.
Frédéric d'Erlanger commence ses études musicales à Paris avec Anselm Ehmant, son seul professeur. Il publie sa première œuvre, un recueil de chansons, à l'âge de 20 ans. Peu de temps après, en 1886, il s'installe à Londres avec son frère aîné, le baron Emile Beaumont d'Erlanger (en), pour travailler comme banquier. Son frère et lui sont tous deux naturalisés britanniques.
Millionnaire, Frédéric d'Erlanger est décrit comme un « véritable homme de la Renaissance » ; il est un mécène des arts reconnu à Londres, il promeut et finance l'opéra à Covent Garden et il est administrateur du London Philharmonic Orchestra. 
Il s'investit également dans les pays en développement finançant des chaînes de grands magasins en Amérique du Sud et des chemins de fer en Afrique du Sud. 
Il est membre fondateur de l'Oxford and Cambridge Musical Club (en). « Baron Fred », comme on l'appelait, participait fréquemment aux soirées musicales régulières du jeudi du club.
Le supplément au London Gazette du 27 février 1918, dans les registres des associés de la société Erlangers, indique qu'il vit à cette époque dans la maison de Park House, Rutland Gate, Londres. 
En 1925, Frédéric d'Erlanger épouse Catherine, une « Française de bonne famille ».
En 1932, il met son nom sur la première pierre de ce qui était alors la Musicians' House, rebaptisée plus tard Merebank House, dans ce qui était alors une campagne assez dégagée entre Dorking et Horsham, construite pour la Musicians' Union (en)(qu'il soutenait), maison construite pour héberger cinq musiciens à la retraite.
Frédéric d'Erlanger a son domicile au 4, Moorgate, mais il meurt le 23 avril 1943, alors qu'il séjournait au Claridges Hotel London. Il laisse 601 461 livres sterling dans son testament. L'un de ses deux exécuteurs testamentaires est son neveu, Leo Frédéric Alfred Baron d'Erlanger (en), fils de son frère le peintre français et baron Rodolphe d'Erlanger. L'autre exécuteur est un avocat.

## Musique
D'Erlanger était vraiment un « compositeur gentleman » amateur dont le travail de banquier a contribué à financer son intérêt pour la musique. 
Il a composé des opéras, de la musique de chambre et des œuvres orchestrales entre autres. Parmi les opéras figurent Jehan de Saintré (Aix-les-Bains, 1er août 1893 ; Hambourg, 1894), Inès Menso  (produit, sous le pseudonyme de Ferd. Regnal, à Londres à Covent Garden le 10 juillet 1897, puis en Allemagne sous le nom de Die Erbe ), Tess (d'après Tess d'Urberville de Thomas Hardy ) joué au Teatro di San Carlo, Naples, le 7 avril 1906 et à Covent Garden le 14 juillet 1909, les deux fois sous la baguette d'Ettore Panizza (en) et Noël, créé à l'Opéra-Comique de Paris le 28 décembre 1910. En 1935, son ballet en un acte Les cents baisers sur un livret de Boris Kochno est produit par les Ballets russes et chorégraphié par Bronislava Nijinska, avec un décor et des costumes de Jean Hugo ; il a ensuite été enregistré par Antal Dorati et le London Symphony Orchestra.
Les œuvres orchestrales comprennent la Suite symphonique n°2, créée lors des Proms le 18 septembre 1895 et le Concerto pour violon en ré mineur, op 17 (1902), créé par Hugo Heermann en Hollande et en Allemagne, puis repris de Fritz Kreisler pour sa première britannique au Queen's Hall le 12 mars 1903. Il a aussi composé l'Andante symphonique Op 18 pour violoncelle et orchestre (1904), le prélude symphonique Sursum Corda ! (1919) et le Concerto symphonique pour piano et orchestre (1921), ainsi que la Messe de Requiem, chorale de 1930, admirée et interprétée par Adrian Boult. Une valse orchestrale, Midnight Rose, est devenue populaire et a été enregistrée par John Barbirolli en 1934.
En musique de chambre il a composé un quatuor à cordes et la sonate pour violon en sol mineur (tous deux de 1900). Le Quintette avec piano a été joué pour la première fois au St James's Hall Piccadilly le 1er mars 1902 par le Kruse Quartet, avec d'Erlanger lui-même au piano.
Clarté de la forme et élégance de l'idée et de l'expression sont les marques distinctives de la musique de d'Erlanger, que ce soit dans son œuvre lyrique, dans sa musique de chambre et d'orchestre, ou dans ses mélodies.

## Compositions sélectionnées

### Opéra

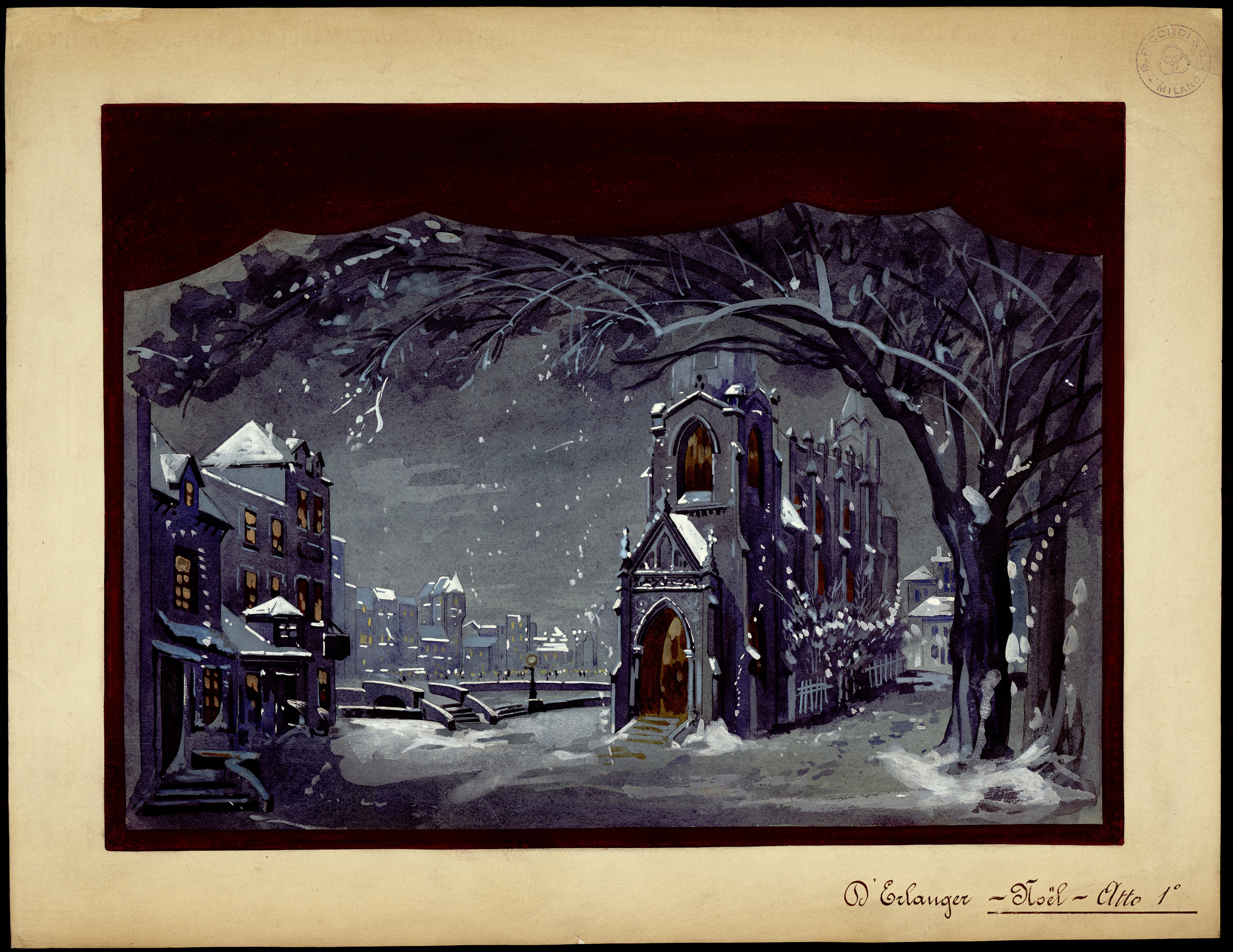
In un sobborgo di Cholet (Maine-et-Loire). E' la notte di Natale, scénographie de Noël acte 1 (non daté).

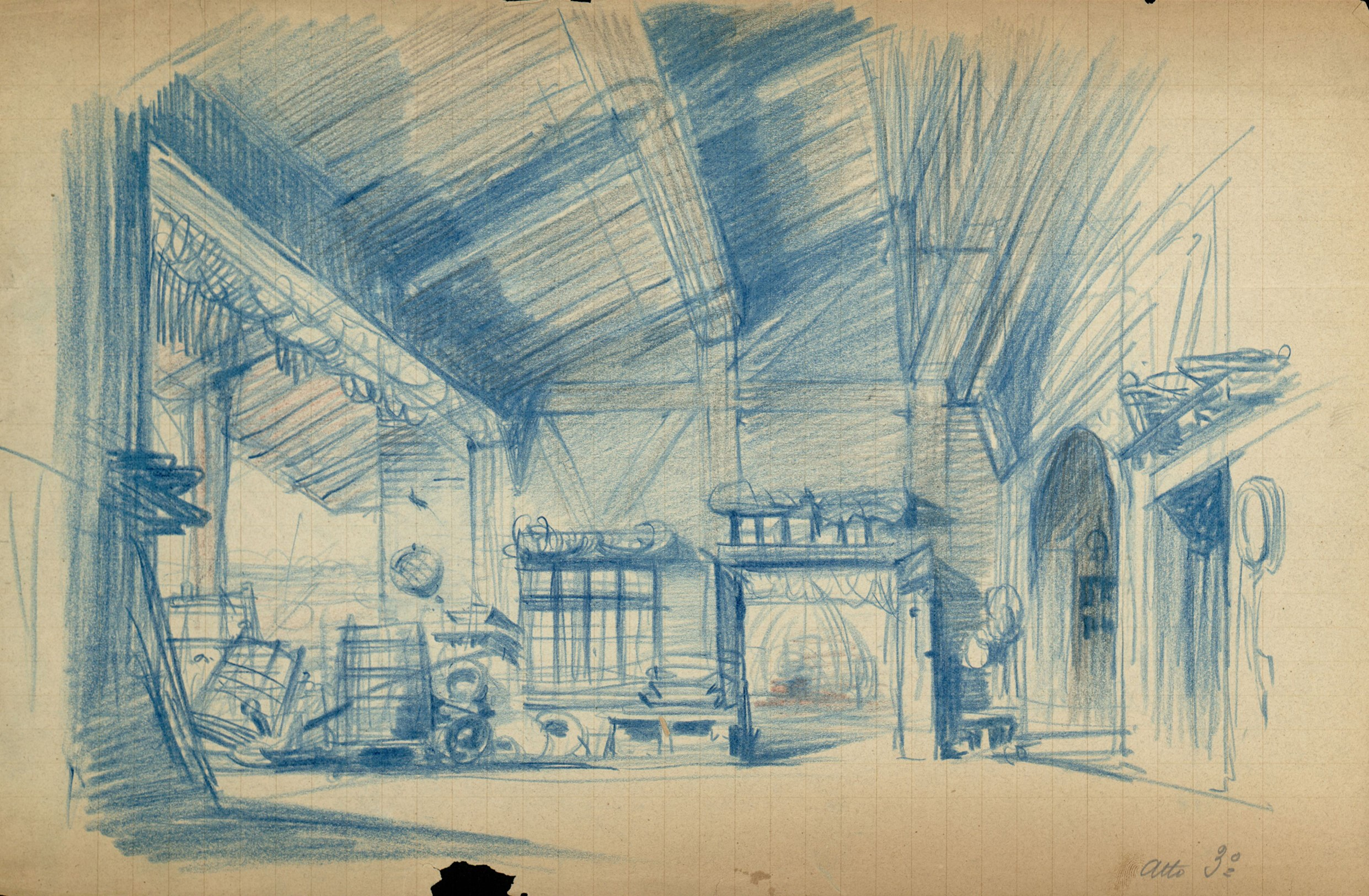
Nel Wessex - La fattoria di Talbothays, scénographie pour Tess acte 3 (1906).

- Jehan de Saintré (J. & P. Ferrier; 2 Actes. Création le 1er août 1893 à Aix-les-Bains).
- Inès Mendo (P. Decourcelle & A. Liorat, d'après Prosper Mérimée ; 3 Actes. Première le 10 juillet 1897 à Covent Garden, Londres).
- Tess (Texte en italien : Luigi Illica d'après Tess d'Urberville de Thomas Hardy ; 4 Actes. Création 1906 à Naples, Teatro San Carlo).
- Noël (J. & P. Ferrier ; création le 28 décembre 1910 à Paris).

### Ballet
- Les cent baisers (1931)

### Œuvres concertantes
- Concerto pour violon en ré mineur, op. 17 (1903)
- Andante Symphonique pour Violoncelle et Orchestre, Op. 18 (1904).
- Ballade pour violon et orchestre
- Concerto symphonique pour piano et orchestre (1921)
- Poème pour violon et orchestre en ré majeur (1926)

### Œuvres orchestrales
- Suite symphonique n° 1 (1893)
- Suite symphonique n° 2 (1895)
- Midnight Rose, Valse pour orchestre
- Andante symphonique, op. 18 (1904)
- Sursum Corda !, Prélude pour orchestre (1919)
- Prélude romantique (1935)

### Œuvres chorales
- Messe de Requiem (1930)

### Musique de chambre
- Prélude pour violon et piano (1895)
- Quatuor à cordes (1900)
- Sonate pour violon en sol mineur (1900)
- Quintette avec piano (1901)

### Musique pour piano
- Étude Concertante n° 1 (1899)
- Étude Concertante n° 2 (1900)

### Lieder
- Chanson légère d'après EB Sozios (1896)
- Les deux sommeils d'après E.-B. d' Erlanger (1917)
- Dans tes yeux d'après E.-B. d' Erlanger (1919)
- Mon âme à ton cœur s'est donnée d'après Victor Hugo (1919)
- Talisman after, Th. Salignac (1919)
- Sérénade florentine d'après Jean Lahor (1922)
- En sourdine d'après Paul Verlaine (1922)